# レオン (漫画)
『レオン』は、大倉かおりによる日本の漫画作品。講談社のスマホマガジン『Hot-Dog PRESS』で2015年32・33号から同年の47号まで掲載された。2018年に実写映画化。

## あらすじ
朝比奈フーズ経理部に勤務する派遣社員の小鳥遊 玲音は、セクシーボディの持ち主でありながら、引っ込み思案な性格が災いし、「地味な女」として日々を過ごしており、親友である総務部の山口 サリナからも心配されている。経理部に出入りする税理士の日下 樹と交際していたが、ある日、日下が受付嬢を口説いているのを目撃し、更に受付嬢に対し玲音との交際は身体目当てであったことを思わせるような言動を行い、ショックを受ける。更に追い打ちをかけるかのように上司からは派遣契約の終了を告げられた。失意の中帰宅する途中、歩道橋の階段から滑り落ちて動けなくなったところに、「年に一度の懺悔の日」のために帰宅する途中の朝比奈フーズ社長・朝比奈 玲男の乗ったタクシーが信号無視で暴走する車を避けきれずに突っ込んだ。
玲男が病院で意識を取り戻すと、自分の身体に違和感を覚える。鏡を見ると、若い女性の身体となっていた。それは事故に巻き込まれた玲音の身体であった。その頃、玲男と入れ替わってしまった玲音は意識不明の状態が続いていた。
（※以下便宜上、入れ替わっている状態の玲音および玲男はそれぞれ鍵括弧付きの「玲音」、「玲男」として表記する。）
事故の知らせを聞き真っ先に駆け付けたサリナと一緒に住むことになり、サリナの紹介でキャバクラ「ぶりぶりちゃん」で、「マリ」の源氏名でアルバイトを始めた「玲音」（中身は玲男）だったが、玲男の行きつけの店でもあるこの店に玲男の義理の息子で副社長の朝比奈 政夫が日下と共に来店する。そこで「玲音」は、政夫と日下が手を組み、「玲男」（中身は玲音）が意識不明となっていることに乗じて会社の乗っ取りを企んでいることを知ってしまう。乗っ取りを阻止すべく「玲音」は政夫に取り入り、政夫の専属秘書として朝比奈フーズに入社した。
「玲音」は副社長専属秘書として政夫と日下の動向を調べる一方で、社長として会社の内情を知ることから、セクハラやパワハラで悩む社員の相談に乗ったことが社内で評判となる。そんな中、在庫管理課の一条 徹と出会う。一条の協力もあり政夫たちの動向を調べていく中で、会社を乗っ取った後の経営計画が杜撰なものであることを知るが、一方で、「玲音」は中身が男であるにもかかわらず、一条に対して恋愛感情を抱いてしまう。また一条も「玲音」の正体を知らずに愛してしまう。
事故から数ヶ月間意識不明の状態が続いていた玲音が漸く意識を取り戻したが、中年男性である「玲男」の姿となっていたことにショックを受ける。
入院中の「玲男」のもとを訪れた「玲音」は事情を説明し、協力を求めるも「玲男」から出る言葉は（玲音としての）自分を卑下するものばかりであったが、「玲音」から「死にたいほど悲しい思いしたなら 叫べ！大声出せ！こんなことになって悔しいと言え」と叱咤され、「玲音」に協力することを決意する。それ以降、「玲男」は「玲音」から、"玲男としての振舞い方"の特訓を受けることとなる。一方、秘書課でも「玲音」に触発されたのか、リーダー格の社長秘書・真田 愛子の指揮のもと、政夫たちの乗っ取りから会社を守るべく秘密裡に行動を開始していた。そんな中、「玲男」がサリナに会いたい一心で病院を抜け出し、サリナのアパートに突然現れる。社長である「玲男」の突然の来訪に戸惑うサリナであったが、その言動から「玲男」が本当は玲音であることを察するに至った。
「玲音」と「玲男」、サリナは玲男の「隠れ家」であるマンションに移り、3人の奇妙な共同生活が始まったが、ある日、サリナが自らがリストラの対象になったことを告白。やけ酒を煽り眠るサリナの傍らで、「玲音」は「玲男」に対し、サリナが如何に玲音のことを想っているのかを語る。それを聞いた「玲男」は、サリナを救うために乗っ取りを阻止する決意を固めた。愛子と一条も協力して準備を進め、役員会議当日、「玲音」と共に会社に乗り込んだ「玲男」だったが、政夫の策略により二人は地下倉庫に閉じ込められてしまう。「玲男」の咄嗟の判断で倉庫内で火災を起こしたことにより脱出に成功した二人は役員会議に何とか間に合った。乗っ取り計画の実態が暴かれ、狼狽する政夫に対し、「玲男」は、「もっと自分を信じなよ」「少しだけ自分を好きになりなよ」と声をかける。それは、政夫が（玲音としての）嘗ての自分と重なったことから出た言葉であった。
その後政夫から玲音を弄んだ挙句に捨てたことを暴露された日下が「玲音」を襲撃し、「玲音」も日下にキックを見舞ったことから役員会議は混乱。日下に再び襲撃されそうになった「玲音」と「玲男」を庇おうとしてサリナが二人を突き飛ばしてしまい、二人は階段から転落し、意識を失うが、これにより二人はそれぞれ元の身体に戻ることが出来た。
その後社長として職場復帰した玲男は、乗っ取り騒動の後始末に追われたが、政夫らには懲罰を科さなかった。ただし、日下との契約は解除した。玲音は元の職場であった経理部に転属されたが、入れ替わり前とは性格が変わり、思考がポジティブなものへと変化していた。一方で玲男は、なぜか一条のことが忘れられず、玲音とサリナからそそのかされて一条にすべての事実を話したうえで愛の告白をするが、結局一条には断られてしまう。
その後玲音、玲男、サリナの3人で酒を交わしながらの会話の中で、玲男は元婚約者であった「ユリ」について語る。ユリとは自らの浮気が原因で破局となったが、それでもユリのことを忘れられず、ユリの誕生日を「懺悔の日」としていた。それは正にあの事故があった日である。かつてユリに百合の花を象った指輪を贈ったが、その指輪は玲音の亡き母・百合の形見であったことから、玲音は玲男の実の娘であったことが判明する。当初は玲男が母を捨てたという事実から玲音はそれを受け入れることが出来ず、会社を辞めることまで考えたが、玲男の説得もあり辞職は思い止まり、玲男との関係も徐々に軟化している様子である。

## 登場人物
小鳥遊 玲音（たかなし れおん）（22）
本作の主人公。朝比奈フーズの経理部に勤務する派遣社員。親友のサリナが羨むほどの巨乳だが、引っ込み思案な性格で地味な風体をしている。学生時代に両親を交通事故で亡くし、天涯孤独となったことも尾を引いている。事故により玲男と入れ替わってから数ヶ月の間は意識不明の状態が続き、意識を取り戻したあとも中年男性と身体が入れ替わっていることにショックを受けてオロオロする日々であったが、サリナがリストラの対象となっていることを知り、玲男からサリナが如何に玲音のことを大切にしているか語られたことをきっかけに、これまでのネガティブ思考を改めることとなる。乗っ取り騒動解決後に元の身体に戻ったあとは元の職場でもある経理部に転属となった。終盤で玲男の実娘であることが判明する。
朝比奈 玲男（あさひな れお）（52）
本作のもう一人の主人公。朝比奈フーズの代表取締役社長。仕事ぶりは優秀だが、他人の言葉に耳を貸さないワンマン社長であり、酒と女には目がない。かつてはユリと婚約していたが、自らの不貞により破局となり、以後は独身を通している。事故により玲音と入れ替わったあと、サリナの紹介で自らの行きつけの店でもあるキャバクラ「ぶりぶりちゃん」でアルバイトを始めるが、そこで政夫と日下が会社の乗っ取りを企んでいることを知り、社長として自らの会社を守るべく奮闘することとなる。元の身体に戻り、玲音が実の娘であることが判明してからは、娘に父親だと認めてもらおうと試行錯誤の毎日を送っている。
山口 サリナ（やまぐち サリナ）（24）
朝比奈フーズ総務部に勤務。玲音の唯一の親友。貧乳。事故の一報を聞きつけて「玲音」（中身は玲男）の病室に真っ先に駆け付けたうえ、失恋と失業に加えて事故に遭い、退院後も様子がおかしい「玲音」を心配して、自らのアパートに一緒に住まわせる。また密かにキャバクラ「ぶりぶりちゃん」でアルバイトをしており、「玲音」をアルバイトに誘う。メイクの技術に長けており、スッピンの時とのギャップが激しい。しかしこれが、玲音と玲男が入れ替わっていることに気づくきっかけとなっている。政夫と日下による乗っ取りによりリストラの対象となるが、このことがネガティブ思考だった玲音の意識を変えるきっかけとなった。
朝比奈 政夫（あさひな まさお）（34）
朝比奈フーズ副社長。玲男の甥だが、養子縁組をしているため戸籍上は息子にあたる。自身の専属秘書として採用した「玲音」（中身は玲男）を、キャバクラでの源氏名である「マリちゃん」と呼んでいる。玲男に似てセクハラやパワハラも激しいが、実は玲男に対し強いコンプレックスを抱いており、また婚約者を玲男に寝取られたこともあったことから、復讐のために事故に乗じて日下と組んで会社の乗っ取りを企むも、計画を完遂する目前で会社に乗り込んだ「玲男」（中身は玲音）の言葉により乗っ取りを諦めた。乗っ取り計画は失敗したが、元の姿に戻った玲男からは不問とされ、引き続き副社長を務めている。
日下 樹（くさか いつき）（30）
税理士。玲音が処女を捧げた相手だが、実は女遊びが激しく、朝比奈フーズ社内の何人もの女子社員を口説いている。政夫と共に朝比奈フーズの乗っ取りを企むが、それは自らが女遊びを余裕で楽しむためであった。乗っ取り計画失敗後は朝比奈フーズを出入り禁止となった。
一条 徹（いちじょう とおる）（28）
朝比奈フーズ在庫管理課所属。政夫の専属秘書として朝比奈フーズに戻って来た「玲音」と出会い、中身が玲男だと知らずに愛し合ってしまう。その後サリナや愛子と共に、乗っ取り阻止のために協力する。実はかなりのマザコン。乗っ取り騒動解決後は、ハワイへの転勤が決まった。
真田 愛子（さなだ あいこ）
朝比奈フーズ社長秘書で、秘書課のまとめ役。政夫の専属秘書となった「玲音」（中身は玲男）のサポートを行う一方で、政夫と日下による乗っ取りから会社を守るべく、裏で行動している。
渡辺
朝比奈フーズの受付嬢。玲音と交際していたはずの日下に口説かれていた。「玲音」と「玲男」が乗っ取り阻止のため会社に乗り込んだ際には、日下の指示により二人を地下倉庫に閉じ込めた。
佐藤
朝比奈フーズの役員の一人。多くの役員が政夫から株の譲渡を迫られて応じる中で、唯一「社長あっての朝比奈フーズだ」として拒否した。このことが、ワンマン社長だった玲男の意識を変えるきっかけとなる。
百合（ユリ）
玲男の回想で度々登場する、玲男の元婚約者。故人。実は玲音の実母であり、玲男と玲音が実の父娘であることが判明する。

## 書籍情報
- 大倉かおり 『レオン』 講談社〈KCデラックス〉、全2巻
- 上 2015年12月1日発行（2015年11月5日発売[2]）、ISBN 978-4-06-377052-0
- 下 2015年12月1日発行（2015年11月5日発売[3]）、ISBN 978-4-06-377053-7

## 実写映画
『レオン』（Reon）は、2018年に公開された塚本連平による映画作品である。主演は知英。
知英は本作が劇場公開映画初主演作となる。

### キャスト
- 小鳥遊玲音：知英
- 山口サリナ[注 4]：大政絢[5]
- 一条徹：吉沢亮[5]
- 朝比奈政夫：斉藤慎二（ジャングルポケット）[5]
- 猫田[注 5]：ミッツ・マングローブ[5]
- インタビュアー[注 6] - 原幹恵[5]
- 木村愛梨[注 7]：河井青葉[5]
- 日下樹[注 8]：山崎育三郎[5]
- 朝比奈玲男：竹中直人
- ナレーション：窪田等
- 新井康弘、森下哲夫、大久保運、安藤聖、野沢聡 ほか

### スタッフ
- 監督：塚本連平
- 脚本：吉田恵里香
- 原作：清智英・大倉かおり「レオン」（講談社KCデラックス）
- エンディングテーマ：Awesome City Club「Magnet」
- プロデューサー：小西啓介
- ラインプロデューサー：半田健
- 音楽：坂本秀一
- 企画協力：岡田直弓
- 撮影：池田直矢
- 照明：加持通明
- 録音：白鳥貢
- 美術：高橋努
- 装飾：徳田あゆみ、岩本一成
- 助監督：島添亮
- 製作担当：田村拓之
- ダンス振付：あさづきかなみ(劇中)、菅沼伊万里(EDロール)
- カースタント：SEALS(高橋昌志)
- VFXスーパーバイザー：木村康次郎
- タイトルバック&EDロール：gracias
- 制作プロダクション：ファントム・フィルム、オフィスアッシュ
- 製作：映画「レオン」製作委員会（ファントム・フィルム、ソニー・ピクチャーズ エンタテインメント、メ～テレ、クオラス）
- 配給：ファントム・フィルム

### 評価
第10回沖縄国際映画祭では、この回より新設された観客投票による「おーきな観客賞」を受賞した。